# Marie de France (1344-1404)
Pour les articles homonymes, voir Marie de France.
 Marie de France, née à Saint-Germain-en-Laye le 18 septembre 1344, morte le 15 octobre 1404, est duchesse de Bar et fille de Jean II le Bon, roi de France, et de Bonne de Luxembourg.

## Biographie
Marie de France, fille de Jean II le Bon, sœur du roi Charles V et tante de Charles VI, qui aime les livres et protège peintres et musiciens, se plait dans la fréquentation et la conversation des écrivains, des poètes, des trouvères les plus renommés. C'est à sa demande et à celle de son frère Jean Ier de Berry, duc de Berry, que Jean d'Arras compose le Roman de Mélusine.
Elle semble en bonnes relations avec sa belle-mère Yolande de Flandre qui l'accueille en son château de La Motte-au-Bois, à l'occasion de l'inauguration probablement à l'automne 1381 d'une magnifique chapelle dédiée à saint Denis (Denis de Paris). Il semble que le poète Eustache Deschamps était présent, de même que la plus jeune fille de Marie.
Elle rédige son testament en 1402 et meurt en 1404, à l'âge de 60 ans.

## Mariage et descendance
Elle épousa en 1364 Robert Ier (8 novembre 1344 - 12 avril 1411), duc de Bar, en recevant une dot de soixante mille livres. Si le Barrois était terre d'Empire, son souverain était vassal du roi de France pour la rive gauche de la Meuse depuis un demi-siècle. L'empereur Charles IV du Saint-Empire avait érigé le comté de Bar en duché en 1354. Marie et Robert étaient parents : arrière-petits-enfants du duc de Bourgogne Robert II de Bourgogne et d'Agnès de France fille de Louis IX (Saint-Louis) et durent pour se marier obtenir une dispense du pape Urbain V. 
Ils eurent :
- Édouard III, duc de Bar, mort à Azincourt en 1415 ;
- Henri, né en 1362, mort en 1397 ;
- Jean, seigneur de Poiseye, mort à Azincourt en 1415 ;
- Philippe, mort à Nikopolis en 1396 ;
- Charles, seigneur de Nogent-le-Rotrou, mort en 1392 ;
- Louis († 1431), évêque de Verdun, cardinal, précédemment évêque de Langres (1395) puis de Châlons en Champagne (1413), succède à son frère comme duc de Bar en 1415 ;
- Marie, mariée en 1384 Guillaume II, margrave de Namur (1355 † 1418) ;
- Bonne († 1400), mariée en 1393 à Valéran de Luxembourg, comte de Ligny († 1415) ;
- Yolande, morte à Barcelone en 1431, mariée en 1380 à Jean Ier d'Aragon (*1350 +1395) ;
- Yolande la jeune, († 1421), mariée à Adolphe duc de Juliers et de Berg († 1437) ;
- Jeanne († 1402); mariée en 1393 à Théodore II Paléologue, marquis de Montferrat (1361 † 1418).